# Luciano Liggio

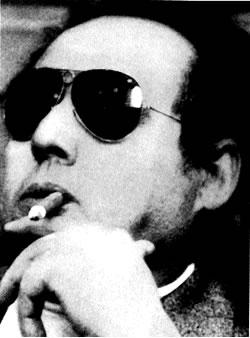
Luciano Leggio

Luciano „Lucianeddu“ Liggio alias Luciano Leggio (* 6. Januar 1925 in Corleone, Sizilien, Italien; † 15. November 1993 auf Sardinien) war ein Mitglied der sizilianischen Cosa Nostra und von 1958 bis zu seiner Verhaftung im Jahr 1974 das Oberhaupt der Corleonesi, eines Clans aus der berüchtigten Mafia-Hochburg Corleone.

## Leben
Luciano Liggio, geboren unter dem Namen Luciano Leggio, entstammte armen bäuerlichen Verhältnissen. Seine Schulbildung war marginal.
Als sich die Mafia 1943 nach der Invasion der Alliierten neu konstituierte, wurde Liggio von Michele Navarra angeworben, dem Chef der Corleoneser Mafiafamilie. Am 10. März 1948 führte Liggio für Navarra einen der bekanntesten Morde der Mafia aus. Er brachte den Gewerkschaftsführer Placido Rizzotto um. Nach der Tat tauchte Liggio unter. Mitte der 1950er Jahre änderte er seinen Namen in Liggio und weitete seine Geschäfte vom agrarisch geprägten Corleone nach Palermo aus. Zudem geriet er zunehmend in Konflikt mit Navarra. Liggio hatte eine Gruppe ihm treu ergebener junger Männer um sich geschart. Unter ihnen befanden sich Salvatore „Totò“ Riina, Bernardo Provenzano und die Brüder Leoluca Bagarella und Calogero Bagarella. Als der Konflikt eskalierte, verübten Navarras Leute einen erfolglosen Anschlag auf Liggio. Die Vergeltung kam schnell: Auf dem Rückweg von Lercara Friddi nach Corleone wurden Navarra und ein befreundeter Arzt ermordet. Das Auto Navarras war anschließend von Dutzenden von Kugeln durchlöchert. Danach beseitigten Liggio und seine Anhänger die Leute Navarras, einige von ihnen wurden tagsüber auf offener Straße ermordet. Liggio wurde unumstrittener Chef der Corleonesi. Durch den Ersten Mafiakrieg 1962/1963 erhöhte sich der Druck der Polizei auf die Cosa Nostra und 1964 wurde Liggio erstmals verhaftet. 1969 wurde er unter dubiosen Umständen vor Gericht freigesprochen und tauchte erneut unter. Die Corleonesi nahmen innerhalb der Cosa Nostra immer eine gewisse Sonderstellung ein, weil sie beispielsweise, anders als in der Cosa Nostra üblich, die Namen ihrer Mitglieder den anderen Familien nicht offenbarten, ein Verhalten, das die etablierten palermitanischen Bosse nur zähneknirschend akzeptierten. Auch Liggios ständiges Leben im Untergrund, das seine Mitstreiter nachahmten, war innerhalb der Cosa Nostra ein Novum. Dadurch verbargen sie sich nicht nur vor dem Gesetz, sie waren auch für Konkurrenten schwer fassbar.
Beim Massaker in der Viale Lazio am 10. Dezember 1969, mit dem unter den Ersten Mafiakrieg ein Schlusspunkt gesetzt wurde, zeigte sich Liggios Macht in der sizilianischen Cosa Nostra: Zwei von seinen besten Killern, Bernardo Provenzano und Calogero Bagarella, gehörten dem Killerkommando an, das Michele Cavataio umbrachte. Dabei wurde Bagarella von Cavataio in die Brust geschossen und tödlich verwundet. Liggio war danach, neben Stefano Bontade und Gaetano Badalamenti, einer der drei Bosse, die im Triumvirat die Cosa Nostra provisorisch bis 1974 leiteten, ebenso war er danach Mitglied der wiedererrichteten Kommission, dem regulären „Senat“, in dem die wichtigsten Bosse tagten. Liggio weitete seine Aktivitäten nun auch auf das italienische Festland aus und errichtete in Bologna, Rom, Neapel und Mailand Dependancen der Corleonesi. Es ist bekannt, dass Liggio in dieser Zeit mehrere wichtige Persönlichkeiten vor allem auf dem italienischen Festland entführen ließ, um Geld zu erpressen. So wurde 1971 der Sohn des Grafen Cassina, der ein reicher palermitanischer Unternehmer war, entführt. 1973 wurde John Paul Getty III., der Enkel eines der reichsten Männer der Welt, in Rom entführt und erst gegen ein Lösegeld von 2,5 Millionen Dollar freigelassen. Nachdem Liggio etwa zwei Jahre lang in Catania untergetaucht war, ging er nach Mailand. 1974 wurde er ebenfalls in Mailand bei einer Routineuntersuchung endgültig verhaftet, wo er sich seit Jahren unter dem falschen Namen „Antonio Farruggia“ aufgehalten hatte. Nicht einmal seiner eigenen Frau war seine wahre Identität bekannt. Seine rechte Hand Salvatore „Totò“ Riina wurde sein Nachfolger an der Spitze der Corleonesi. Im Zweiten Mafiakrieg 1981 bis 1983 errangen die Corleonesi die Herrschaft über die Cosa Nostra.
Liggio selbst wurde Mitte der 1970er Jahre zu lebenslanger Haft verurteilt.
Der „Scarlet Pimpernel“ (so sein Spitzname) war ein gewissenloser Killer, der laut Aussagen mehrerer Pentiti selbst anderen Mafiosi durch seine Wutausbrüche Angst einjagte. Zeit seines Lebens litt er unter schlechter Gesundheit, so war er unter anderem an einer chronischen Entzündung der Wirbelsäule (Spondylose) erkrankt. In der Haft entwickelte sich der vollkommen ungebildete Liggio zu einem belesenen Mann, der unter anderem auch malte. Im sogenannten Maxi-Prozess in der zweiten Hälfte der 1980er Jahre, in dem er gemeinsam mit mehr als 400 weiteren Mafiosi erneut vor Gericht stand, verteidigte er sich (erfolgreich) selbst gegen den Vorwurf, er habe aus dem Gefängnis heraus die Kommission geleitet und mehrere Morde Ende der 1970er und zu Anfang der 1980er Jahre befohlen.
Anfang der 1990er Jahre wurden seine Bilder sogar in Palermo öffentlich ausgestellt, was zu einer heftigen Kontroverse führte. Die Erlöse aus der Ausstellung spendete er öffentlichkeitswirksam der Stadt Corleone für karitative Zwecke.
Am 15. Januar 1993 wurde Totò Riina nach jahrzehntelanger Flucht in Palermo festgenommen. Zehn Monate später, am 15. November 1993, erlag Luciano Liggio in einem Hochsicherheitsgefängnis auf Sardinien einem Herzinfarkt.

## Filme und Dokumentationen
- 2007: Der Boss der Bosse (OT: Il capo dei capi): 6-teilige Serie über die sizilianische Cosa Nostra, in welcher Liggio (dargestellt von Claudio Castrogiovanni) über mehrere Episoden eine größere Rolle spielt.
- 2019: Shooting the Mafia: Dokumentarfilm über Letizia Battaglia mit Interview-Ausschnitten von Luciano Liggio.